# W33 (核砲弾)
W33はアメリカ合衆国が開発した核砲弾。203mm榴弾砲用のものである。2,000発が生産された。

## 概要
203mm（8インチ）榴弾砲から発射する核砲弾としてロスアラモス国立研究所で開発された。長さは37インチ、重量は243ポンド。M65 280mmカノン砲（11インチ）向けW9およびW19核砲弾の後継・改良型であり、ガンバレル方式の核分裂弾頭である。核物質には高濃縮ウランを用いている。核弾頭の小型化に伴い、特殊な280mm砲ではなく、通常の203mm砲での運用を可能にし、戦術的有用性が増している。1957年1月から生産が開始され、1992年から廃棄が開始された。
W33には以下の4つのサブタイプがあった
- Y1：核出力0.5kt
- Y2：核出力40kt
- Y3：核出力10kt
- Y4：核出力5kt

W33の核実験は1957年9月8日と1962年5月12日の2回行われている。どちらも榴弾砲からの実射試験ではなく、1957年の時は気球に吊り下げて、1962年の時は地下核実験であった。